# بیشه‌گاه
بیشه‌گاه، روستایی از توابع دهستان بهمبر بخش ضیابر شهرستان صومعه‌سرا در استان گیلان ایران است.

## جمعیت
این روستا در دهستان بهمبر قرار دارد و براساس سرشماری مرکز آمار ایران در سال ۱۳۸۵، جمعیت آن ۳۴۹ نفر (۷۹خانوار) بوده‌است.